# 해남 연동리 윤재운 고택
해남 연동리 윤재운 고택은 대한민국 전라남도 해남군 해남읍에 있다. 2003년 11월 24일 해남군의 향토문화유산 제9호로 지정되었다.

## 개요
윤재운 고택은 고종 9년(1872) 현재의 소유자인 윤재운의 증조가 지은 건물이다. 승지 벼슬을 한 윤재운의 증조부가 생가를 복원하여 오늘에 이르고 있다고 한다. 건립당시에는 문간채, 사랑채, 곳간, 안채가 있었으나 지금은 문간채 4칸, 안채 5칸만이 전한다. 건물의 배치는 앞의 옥녀봉과 뒤의 덕음산을 주봉으로 앞이 확 트인 곳에 자리하고 있으며 연동마을의 중심에 위치하고 있다. 일자형의 평면구조로 처마 지붕높이는 3m정도이며, 지붕은 높이 쳐들지 않았다. 안채는 방과 방 사이에 대청을 놓았으며, 5칸으로 구성하여 기둥은 팔작으로 되어있고 자연석 주초에 기둥을 얹었다. 지붕은 팔작지붕이며 기와는 번와를 하여 명문이 시유된 기와는 현재 남아있지 않고 최근 제작된 것으로 보이는 망와에 ‘忠’이라 시유되어 있다. 처마는 홀 처마이며 측면에 정심실(正心室)이라 적힌 액자가 있어 안채에서 심신을 수양하는 공간으로 활용된 듯하다. 안채의 상량문에는 同治 十一年 壬申 二月 十三日 이라 적혀있어 1872년에 건립하였음을 알 수 있다.